# Gimeaux
Gimeaux település Franciaországban, Puy-de-Dôme megyében. Lakosainak száma 388 fő (2022. január 1.). Gimeaux Davayat, Beauregard-Vendon, Prompsat és Yssac-la-Tourette községekkel határos.

## Népesség
A település népességének változása:
| Lakosok száma | 401  | 401  | 406  | 401  | 399  | 401  | 398  | 393  | 388  |
|               | 2013 | 2015 | 2016 | 2017 | 2018 | 2019 | 2020 | 2021 | 2022 |